# Fredericus Anne Jentink
Fredericus Anne Jentink est un zoologiste néerlandais né le 20 août 1844 et mort le 4 novembre 1913.

## Biographie
En 1875, il devint conservateur du Rijksmuseum van Natuurlijke Historie (le Muséum royal d’histoire naturelle) de Leyde.
En 1884, il succéda à Hermann Schlegel (1804-1884) comme directeur du muséum et comme éditeur de la revue scientifique, les Notes from the Leyden Museum.
En 1895, il fut président du 3e Congrès international de zoologie à Leyde et il figure parmi les membres fondateurs de la Commission internationale de nomenclature zoologique composée de cinq zoologistes : R. Blanchard, J.V. Carus, F.A. Jentink, P.L. Sclater et C. W. Stiles.
Son domaine de recherche principale a été la taxinomie des mammifères, où il a décrit plusieurs taxons de marsupiaux, chauve-souris et rongeurs.

## Quelques espèces décrites
- Boneia bidens Jentink, 1879 - Roussette de Jentik
- Cercopithecus signatus Jentink, 1886 - Cercopithèque de Jentik
- Chaerephon bemmeleni (Jentink, 1879)
- Diaemus youngi (Jentink, 1893) - Vampire à ailes blanches
- Graphiurus crassicaudatus (Jentink, 1888)
- Lenomys meyeri (Jentink, 1879)
- Lorentzimys nouhuysi Jentink, 1911
- Margaretamys beccarii (Jentink, 1880)
- Maxomys bartelsii (Jentink, 1910)
- Maxomys hellwaldii (Jentink, 1878)
- Neophascogale lorentzi (Jentink, 1911)
- Niviventer lepturus (Jentink, 1879)
- Papagomys armandvillei (Jentink, 1892)
- Paramelomys lorentzii (Jentink, 1908)
- Prosciurillus weberi (Jentink, 1890)
- Suncus megalura (Jentink, 1888)
- Sundamys muelleri (Jentink, 1879)
- Taeromys callitrichus (Jentink, 1878)

## Taxons dédiés
- Céphalophe de Jentink, Cephalophus jentinki Thomas, 1892
- Rattus jentinki Laurie & Hill, 1954
- Écureuil de Jentink, Sundasciurus jentinki (Thomas, 1887)
- Tylochromis jentinki (Steindachner, 1894)